# Framförande
| Framförande |
| --- |
| Framförande på scen, under en seriefestival. - Betydelse – offentlig presentation av konstnärligt verk eller underhållning - Varianter – skådespel, balett, konsert, föreläsning - Relaterade begrepp – performativitet (där effekten blir viktigare än budskapet) |

Framföranden eller uppföranden innebär offentliga presentationer av konstnärliga verk eller olika sorters underhållning. Det är den viktigaste delen inom scenkonsterna, där ett verk spelas upp inför en levande publik. Framförandet följer i regel en förutbestämd regi och är inövad genom repetitioner. 
Ett framförande spelas i regel upp av någon sorts artister – exempelvis skådespelare, musiker eller dansare. Alla människor kan dock framföra något och därmed ikläda sig en roll efter den aktuella situationen. När ens yttrande eller handling har en publik kan framförandet påverkas av idén om performativitet, där framförandet kan bli viktigare än själva budskapet.

## Olika typer
Framföranden har olika namn beroende på konstform och genre. Vanliga typer av framföranden inkluderar konserter, teaterföreställningar och dansuppvisningar. Ett framförande kan spelas in (som på TV, via video eller film) och vidaresändas.
Även sexuella tjänster kan genomföras som mer eller mindre repeterade eller improviserade framföranden, bland annat i form av striptease, sexshow eller webbkameramodellande. I det sistnämnda fallet sker framförandet i direktsändning (och inte inför en fysiskt närvarande publik). Pornografisk film är inspelning på film av ett sexuellt framförande.

## Performativitet
Begreppet performativitet syftar på hur ett yttrande eller framförande av något bedöms efter hur det tas emot, det vill säga framförandets effekt. Detta har koppling till ens tanke om värdet i prestationen i sig.
Handlingar kan utföras med tanke på dess mottagare, även när publiken inte består av mer än en eller ett par personer. Den framförande personen är då medveten om kommunikationsaspekten hos framförandet, men en tydlig självmedvetenhet eller prestationsångest kan även påverka framförandet och känslan hos den som framför något negativt. Ibland kan denna självmedvetenhet växa till ren rampfeber, det vill säga en sorts fobi inför att bli bedömd av en publik; detta står i kontrast till exhibitionism, där publikens närvaro är nödvändig för den framförandes positiva känsla.
Socialt inlärda könsroller kan anses vara kopplade till idén om performativitet, i likhet med andra typer av sammanhang där man spelar en roll. Kvinnor, som genom en traditionellt könad socialisation ofta belönas för sitt utseende, anses ibland extra berörda av en tendens till performativt beteende. Detta gäller bland annat i sexuella sammanhang, där behovet av bekräftelse kan övertrumfa behovet av njutning.